# Georges Ancely

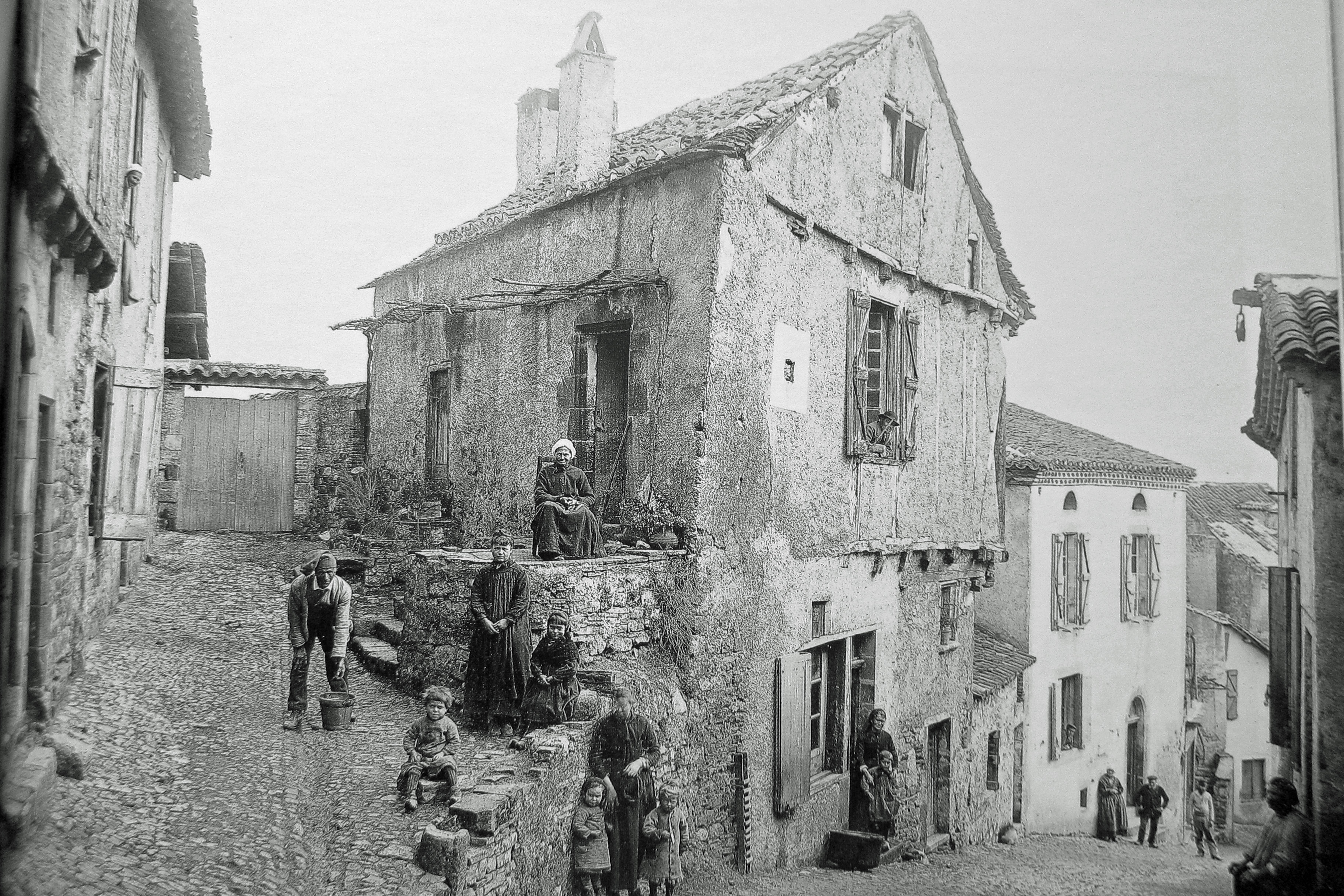
Ulice v Cordes-sur-Ciel, 1887

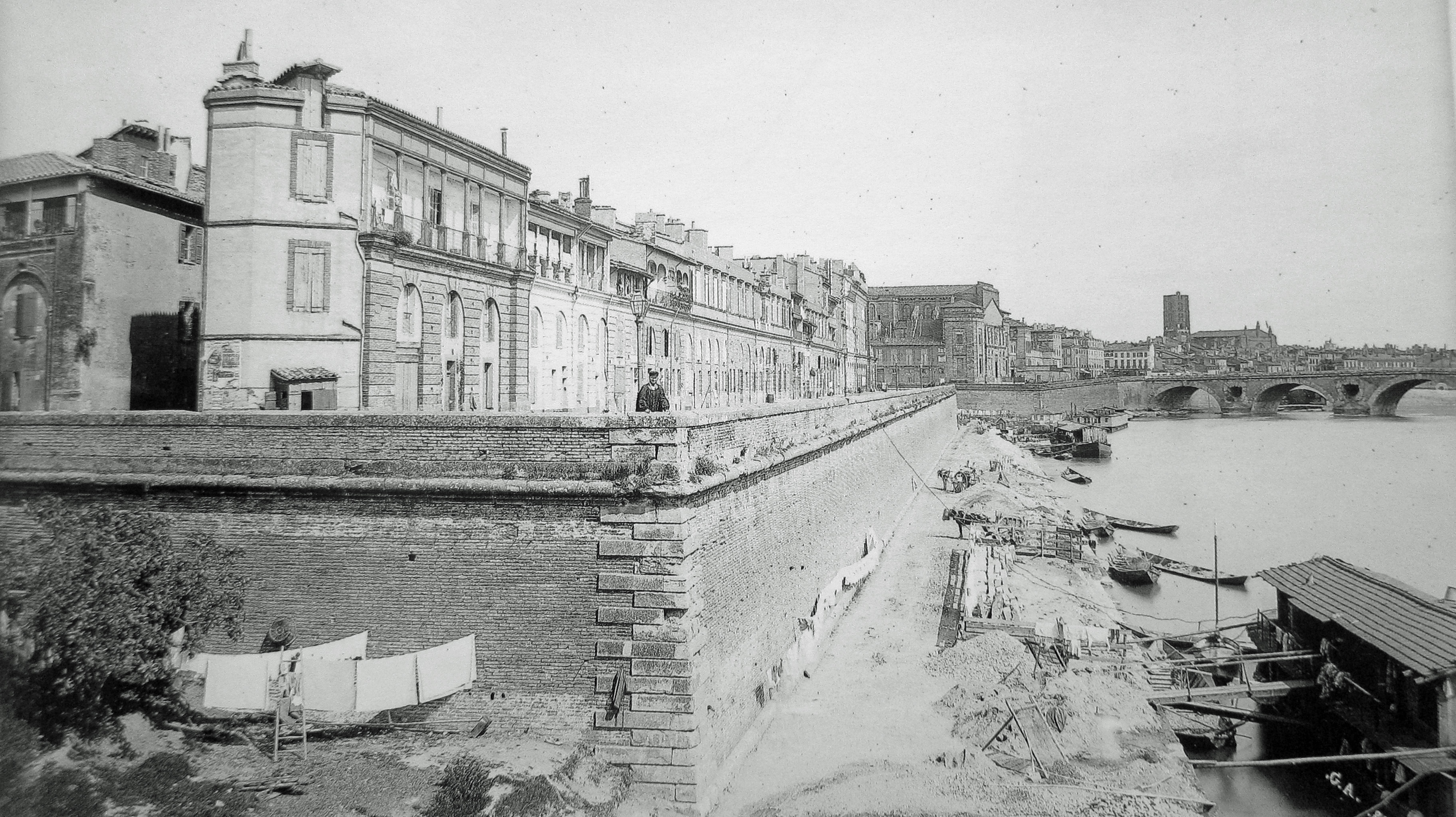
Port de la Daurade, 1880

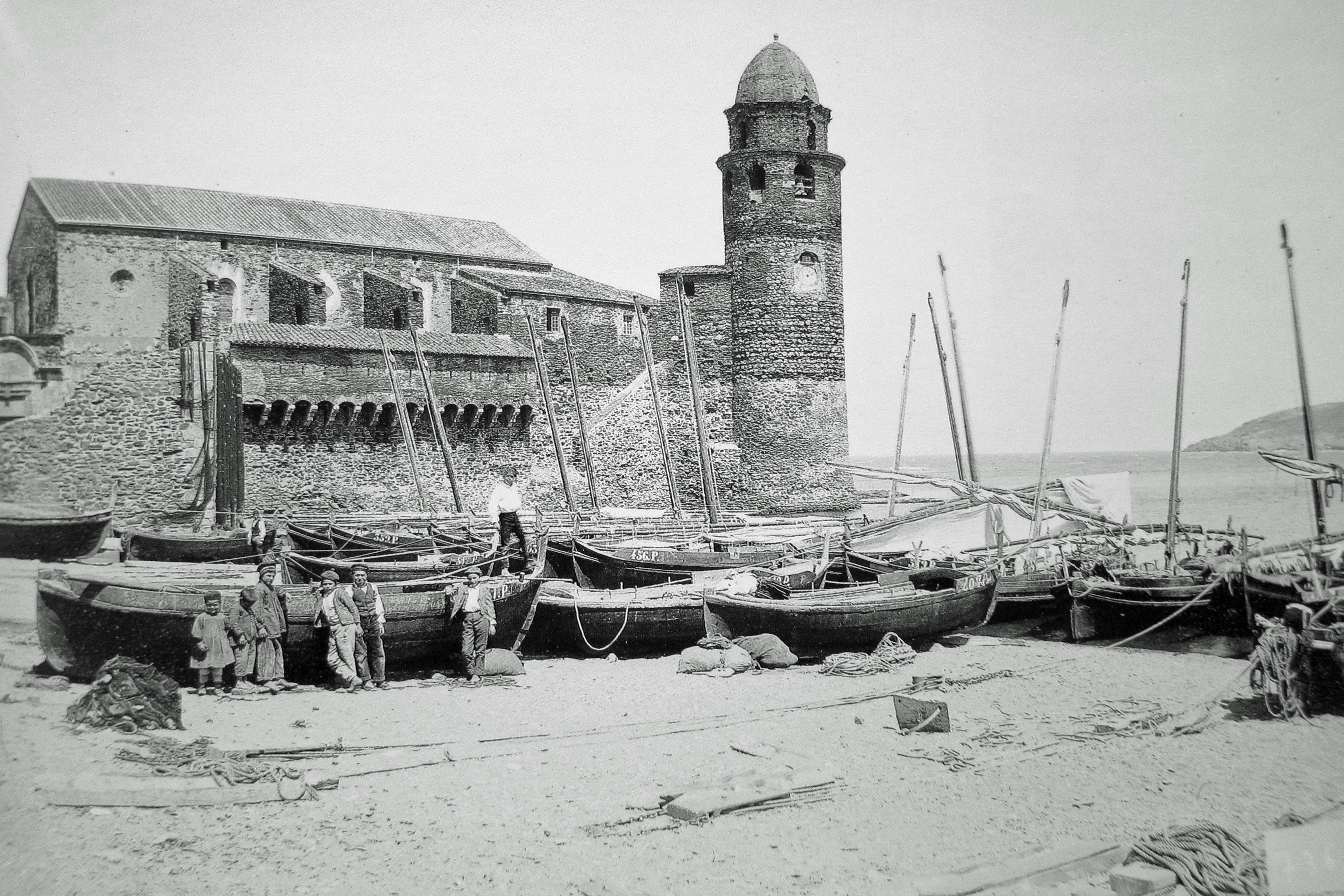
Kostel Panny Marie Andělské, Collioure, 1883

Georges Ancely (1847 Toulouse, Haute-Garonne, Francie - 1919) byl francouzský obchodník a amatérský fotograf z Toulouse.

## Životopis
Narodil se v Toulouse v roce 1847 v rodině hodináře původně z Lavaur (Tarn). Rodinný obchod byl umístěn na ulici Pomme č. p. 63. Jeho rodina vlastnila zámek na ulici Boulbonne č. p. 3.

## Fotografie
Fotografoval různé žánry, každodenní život buržoazie, obyčejné lidi, územní plány, archeologická naleziště nebo krajiny. Jehy styl se podobal rukopisu jeho současníka Eugèna Trutata. Sám však působil jako amatér, své fotografie nechtěl šířit či publikovat.

### Sbírka v muzeu Paul-Dupuy
Po smrti George Ancely jeho rodina dala některé z jeho fotografií rodině Privatů. V roce 1971 Pierre Privat daroval 542 fotografií na skleněných deskách do sbírek muzea Musée Paul Dupuy.

## Pocta
- 2011 - Musée Paul-Dupuy uspořádalo výstavu jeho fotografií